# Naiin
Naiin (đọc là Nai-in) là một chuỗi cửa hàng sách Thái Lan thuộc sở hữu của Amarin Printing and Publishing Ltd., một nhà xuất bản có trụ sở tại Thái Lan chuyên xuất bản sách và tạp chí bìa mềm. Chi nhánh đầu tiên của cửa hàng được mở ở Tha Phra Chan, gần Đại học Thammasat, đã mở cửa từ năm 1994. Tính đến tháng 2 năm 2005, chuỗi cửa hàng có 71 chi nhánh (bao gồm cả nhượng quyền) ở nội địa Thái Lan và một chi nhánh nhượng quyền ở San Francisco, Hoa Kỳ. Hiệu sách cung cấp một trang web bằng tiếng Thái.